# Węgar

Przekrój ściany w miejscu osadzenia okna - wnęka okienna

Węgar (węgarek) – pionowy element przy otworze okiennym lub drzwiowym otrzymany przez wysunięcie cegieł dla ścian murowanych lub dostawienie pionowych słupków dla ścian drewnianych lub kamiennych. Stanowi on oparcie dla ościeżnicy. Niezbędny jest on do ościeżnic regulowanych, aby je bezinwazyjnie zamontować.
W przypadku prostej, wolnej krawędzi w ścianie murowanej wymaga użycia tzw. dziewiątek (części cegły długości 3/4 cegły) w co drugiej warstwie (w celu uzyskania poprawnego przewiązania spoin).